# Анна Тодд
Анна Рене Тодд (англ. Anna Renee Todd; нар. 20 березня 1989) — письменниця, автор бестселерів New York Times серії «Опісля». Проголошена журналом Cosmopolitan як «найбільший літературний феномен її покоління» [Архівовано 3 грудня 2019 у Wayback Machine.]. Анна почала свою літературну кар'єру на платформі Wattpad. З'явившись на сайті в 2013 році, ел. версія роману «Опісля» набрала понад 1,5 млн прочитання. Друкована версія була випущена в 2014 році видавництвом Gallery Books тиражем 15 млн примірників. Книга перекладена на більш, ніж 30 мов і є бестселером в Італії, Німеччині, Франції та Іспанії. Екранізація першої частини роману, художній фільм « Опісля» вийшов у світ в 2019.  На 2020 рік запланована прем'єра сиквела — «Опісля. Глава 2».

## Кар'єра
Натхненна музикою і фандомів групи One Direction в 2013 році Анна почала писати пов'язані історії на своєму телефоні і публікувати їх в додатку Wattpad. За однією чолі в день протягом року. Незабаром хобі переросло в кар'єру, адже «Опісля» стало популярним і  яку читають серією на платформі.
Тодд написала на Wattpad три книги, кожна з яких описувала розвиток бурхливих відносин між студентами коледжу Тесою Янг [Архівовано 12 липня 2019 у Wayback Machine.] і Гаррі Стайлзом (Хардіном Скоттом в друкованій версії). Починаючи з 2014 року, Анна і її публікації на платформі Wattpad стали звертати на себе увагу ЗМІ, а саме The New York Times,  The Washington Post, Cosmopolitan, New York Magazine, Nylon [Архівовано 23 листопада 2019 у Wayback Machine.] і Billboard. У 2015 році Анна Тодд анонсувала, що буде виданий роман «До того як», приквел «Опісля», в якому події «Опісля» будуть описані з точки зору Хардіна Скотта.
Восени 2016 року Анна отримала нагороду в категорії «Кращий письменник романів» від New Romance Festival. Наступна книга письменниці під назвою «Сестри Спрінг»  (The Spring girls)  була опублікована в січні 2018 року. Це свого роду переосмислення класичного роману «Маленькі жінки» Луїзи Мей Олкотт..
У 2017 році компанія Aviron Pictures придбала права на екранізацію першого роману Анни Тодд « Опісля».  Фільм вийшов в американський прокат 12 квітня, в російський 18 квітня 2019 року. Головні ролі в картині виконали Джозефін Ленгфорд і Хіро Файнс-Тіффін.

## Особисте життя
Анна Тодд виросла в Дейтоні, Огайо. Вона вийшла заміж за Джордана, американського солдата, коли їй було всього 18 років. Вони разом переїхали в Форт-Худ, Техас, де Анна стала паралельно працювати в ресторані  Waffle House  і салоні краси  ULTA Beauty . У Анни і Джордана є син Ашер.

## Список творів автора
- «Опісля» (жовтень 2014 року)
- «Опісля сварки» (листопад 2014 року)
- «Опісля падіння» (грудень 2014 року)
- «Опісля — довго і щасливо» (лютий 2015)
- «До того як» (грудень 2015)
- «Нічого більше» (вересень 2016)
- «Imagines» ( співавтор , квітень 2016)
- «Ніяк не менше» (грудень 2016)
- «Сестри Спрінг» (січень 2018)
- «Яскраві зірки» (вересень 2018)

## Фільм на книгу «Опісля»
Сюжет: примірна дівчина і зразкова дочка починає зустрічатися з справжнім бунтарем, насправді у їхніх стосунках не все так просто. На пару чекає багато випробуваннь, в тому числі і мати дівчини, яка проти їх відносин. Анна Тодд здивує сюжетом …
В головних ролях
| Актор              | Роль          |
| ------------------ | ------------- |
| Джозефін Ленгфорд  | Янг Тесса     |
| Гіро Файнс-Тіффін  | Гардін Скотт  |
| Шейн Пол Макгі     | Лендон Гібсон |
| Семюел Ларсен      | Зед Іванс     |
| Хадіджа Ред Сандер | Стеф Джонс    |
| Свен Теммел        | Джейс         |
| Інанна Саркіс      | Моллі Сэмюэлс |
| Пітер Галлагер     | Кен Скотт     |
| Дженніфер Білз     | Карен Скотт   |
| Піа Міа            | Трістан       |
| Медоу Вільямс      | Професор Сото |
| Ділан Арнольд      | Ної Портер    |
| Сельма Блер        | Керол Янг     |